# Etügen
Etügen (Mongol cyrillique : Этүгэн (Etügen), Etügen ekh Этүгэн эх, mère Etügen) ou encore Etügyen-mati этүген-мать) est une divinité représentant la Terre-Mère des religions ancienne turco-mongoles (tengrisme). Elle est aujourd'hui également intégrée dans le chamanisme mongol et le bouddhisme tibétain des Mongols, notamment dans la tradition du chamanisme jaune bouriate.
Elle est en général associée en binôme avec Tenger (тэнгэр), le Ciel-Père.
Certaines sources l'associent avec Ötüken (en) (vieux-turc : 𐰇𐱅𐰰𐰤 𐰘𐰃𐱁, Ötüken yïš, Mont Ötüken ou 𐰇𐱅𐰰𐰤 𐰘𐰼 Ötüken jer, « terre d'Ötüken »), déesse des anciens turcs, ville légendaire de la mythologie turque et du tengrisme. 
Le Livre de Marco Polo évoque chez les Mongols un « dieu qu'ils appellent Nacigay, et disent qu'il est dieu terrien qui garde leurs enfants et leurs bêtes et leurs blés ». Beaucoup de commentateurs ont cru que cette orthographe Nacigay ou Nacygai était une erreur pour Etügen, mais une expédition allemande en 1953 ayant rapporté un fragment imprimé à Pékin en 1312 qui désignait sous le nom de “mère Načiɣai” l'esprit de la Terre, Antoine Mostaert a montré que cette inscription justifie pleinement l'assertion et l'orthographe de M. Polo. 